# Trine Bakke
Trine Bakke Rognmo (ur. 11 lutego 1975 w Trondheim) – norweska narciarka alpejska, brązowa medalistka mistrzostw świata.

## Kariera
W zawodach Pucharu Świata zadebiutowała 22 stycznia 1994 roku w Mariborze, zajmując 20. miejsce w slalomie. Tym samym już w swoim debiucie wywalczyła pierwsze pucharowe punkty. Na podium zawodów PŚ po raz pierwszy stanęła 1 marca 1998 roku w Saalbach-Hinterglemm, kończąc slalom na drugiej pozycji. W zawodach tych rozdzieliła Niemkę Martinę Ertl i Kristinę Koznick z USA. Łącznie dziesięć razy stawała na podium, odnosząc dwa zwycięstwa: 17 stycznia 1999 roku w St. Anton i 6 stycznia 2000 roku w Mariborze wygrywała slalomy. Najlepsze wyniki osiągnęła w sezonie 1999/2000, kiedy to w klasyfikacji generalnej zajęła 21. miejsce, a w klasyfikacji slalomu była czwarta. Ponadto w sezonie 1998/1999  także była czwarta w klasyfikacji slalomu.
Podczas mistrzostw świata w Vail/Beaver Creek w 1999 roku zdobyła brązowy medal w slalomie, plasując się za Zali Steggall z Australii i Szwedką Pernillą Wiberg. Był to jej jedyny medal wywalczony na międzynarodowej imprezie tej rangi. Była też między innymi ósma w tej samej konkurencji na rozgrywanych dwa lata wcześniej mistrzostwach świata w Sestriere. W 1994 roku wystąpiła na igrzyskach olimpijskich w Lillehammer, gdzie zajęła 19. miejsce w gigancie, a w slalomie została zdyskwalifikowana. Startowała też w slalomie na igrzyskach w Nagano cztery lata później i igrzyskach olimpijskich w Salt Lake City w 2002 roku, jednak w obu przypadkach nie ukończyła rywalizacji.
Ponadto wystartowała na mistrzostwach świata juniorów w Lake Placid w 1994 roku, gdzie jej najlepszym wynikiem było ósme miejsce w slalomie. Zajęła tam też 26. miejsce w zjeździe i 18. miejsce w supergigancie.
W 2009 roku zakończyła karierę.

## Osiągnięcia

### Igrzyska olimpijskie
| Miejsce | Dzień     | Rok  | Miejscowość    | Konkurencja | Czas biegu | Strata | Zwyciężczyni    |
| ------- | --------- | ---- | -------------- | ----------- | ---------- | ------ | --------------- |
| 19.     | 24 lutego | 1994 | Lillehammer    | Gigant      | 2:30,97    | +6,21  |                 |
| DSQ     | 26 lutego | 1994 | Lillehammer    | Slalom      | 1:56,01    | -      | Vreni Schneider |
| DNF2    | 19 lutego | 1998 | Nagano         | Slalom      | 1:32,40    | -      | Hilde Gerg      |
| DNF1    | 20 lutego | 2002 | Salt Lake City | Slalom      | 1:46,10    | -      | Janica Kostelić |

### Mistrzostwa świata
| Miejsce | Dzień     | Rok  | Miejscowość       | Konkurencja | Czas biegu | Strata | Zwyciężczyni          |
| ------- | --------- | ---- | ----------------- | ----------- | ---------- | ------ | --------------------- |
| DNF1    | 24 lutego | 1996 | Sierra Nevada     | Slalom      | 1:31,46    | -      | Pernilla Wiberg       |
| 8.      | 5 lutego  | 1997 | Sestriere         | Slalom      | 1:43,88    | +2,26  | Deborah Compagnoni    |
| 30.     | 11 lutego | 1999 | Vail/Beaver Creek | Gigant      | 2:08,54    | +7,70  | Alexandra Meissnitzer |
| 3.      | 13 lutego | 1999 | Vail/Beaver Creek | Slalom      | 1:33,97    | +1,03  | Zali Steggall         |
| DNF1    | 15 lutego | 2003 | Sankt Moritz      | Slalom      | 1:39,55    | -      | Janica Kostelić       |
| DNF2    | 11 lutego | 2005 | Bormio            | Slalom      | 1:47,98    | -      | Janica Kostelić       |

### Mistrzostwa świata juniorów
| Miejsce | Dzień    | Rok  | Miejscowość | Konkurencja | Czas biegu | Strata | Zwyciężczyni    |
| ------- | -------- | ---- | ----------- | ----------- | ---------- | ------ | --------------- |
| 26.     | 9 marca  | 1994 | Lake Placid | Zjazd       | 1:27,50    | +2,55  | Mélanie Suchet  |
| 18.     | 11 marca | 1994 | Lake Placid | Supergigant | 1:23,29    | +4,64  | Hilde Gerg      |
| 8.      | 15 marca | 1994 | Lake Placid | Slalom      | 1:16,22    | +2,39  | Laure Pequegnot |

### Puchar Świata

#### Miejsca w klasyfikacji generalnej
- sezon 1993/1994: 86.
- sezon 1994/1995: 95.
- sezon 1995/1996: 72.
- sezon 1996/1997: 45.
- sezon 1997/1998: 25.
- sezon 1998/1999: 24.
- sezon 1999/2000: 21.
- sezon 2000/2001: 31.
- sezon 2001/2002: 43.
- sezon 2002/2003: 50.
- sezon 2003/2004: 41.
- sezon 2005/2006: 89.

#### Miejsca na podium w zawodach
1. Saalbach-Hinterglemm – 1 marca 1998 (slalom) – 2. miejsce
2. St. Anton – 17 stycznia 1999 (slalom) – 1. miejsce
3. Åre – 23 lutego 1999 (slalom) – 2. miejsce
4. Copper Mountain – 20 listopada 1999 (slalom) – 3. miejsce
5. Serre Chevalier – 5 grudnia 1999 (slalom) – 2. miejsce
6. Maribor – 6 stycznia 2000 (slalom) – 1. miejsce
7. Berchtesgaden – 9 stycznia 2000 (slalom) – 3. miejsce
8. Sestriere – 10 grudnia 2000 (slalom) – 3. miejsce
9. Sestriere – 20 grudnia 2000 (slalom) – 2. miejsce
10. Semmering – 28 grudnia 2000 (slalom) – 3. miejsce